# Lillian Molieri
Lillian Molieri est une actrice nicaraguayenne née le 18 janvier 1925 à Managua (Nicaragua) et morte le 13 septembre 1980 à Managua. Sa carrière cinématographique se situe aux États-Unis.

## Filmographie sélective

### Au cinéma
- 1946 : Tarzan et la Femme léopard (Tarzan and the Leopard Woman) de Kurt Neumann
- 1946 : Anna et le Roi de Siam (Anna and the King of Siam) de John Cromwell
- 1946 : Le Criminel (The Stranger) d'Orson Welles
- 1955 : Les Îles de l'enfer (Hell's Island) de Phil Karlson
- 1956 : La créature est parmi nous (The Creature Walks Among Us) de John Sherwood

### À la télévision
- 1953 - 1956 : I Love Lucy - 2 épisodes